# 笹山忠夫
笹山 忠夫（ささやま ただお、1896年3月9日 - 1974年9月26日）は、日本の実業家。アラスカパルプ社長。

## 経歴
大分県大分市出身。旧制第五高等学校を経て、東京帝国大学卒。卒業後は日本銀行に入り、その後安田銀行を経て、日本興業銀行に勤める。戦後の1946年、財閥解体による持株会社整理委員長に就任した。持株会社整理委員長時代の1948年、昭和電工に関する問題に関し、衆議院不当財産取引調査特別委員会に証人喚問された。1953年、戦後初の海外事業会社アラスカパルプを設立した。1956年、同社の社長に就任、1968年に会長に就任した。1974年死去。
1957年には日本相撲協会に請われて設立されたばかりの運営審議委員会委員となった。また、同郷の横綱双葉山が引退後に興した時津風部屋の後援会「双葉山会」の会長を務め、1963年の大関豊山の昇進伝達式には双葉山の妻穐吉澄子と豊山の母とともに使者を迎えた。